# ZALA 421-22
ZALA 421-22 — российский малогабаритный беспилотный летательный аппарат вертикального взлёта и посадки среднего радиуса действия, марки ZALA. Относится к классу БПЛА вертолётного типа. Производится ижевской компанией ZALA AERO GROUP. Предназначен для выполнения спецопераций, среди которых мониторинг массовых скоплений людей, поиск и обнаружение объектов — с распознаванием лиц людей и государственных номеров автомобилей, выявление несанкционированных свалок, повреждений изоляторов ЛЭП, врезок в нефтегазотрубопроводы. ZALA 421-22 осуществляет радиационную разведку на объектах АЭС,, ведет наблюдение за строительными и иными работами. Использовался для мониторинга строительных объектов при подготовке к Универсиаде в Казани и Зимней Олимпиаде в Сочи.

## Конструкция
ZALA 421-22 построен по восьмироторной схеме. При возникновении нештатной ситуации — отказ одного из восьми двигателей — аппарат продолжит полет и совершит посадку. Конструкция складная, выполнена из композитных материалов. Винты вертолета также складывающиеся, оснащены дополнительной защитой от повреждений при транспортировке и эксплуатации БПЛА. Складная конструкция беспилотного летательного аппарата обеспечивает удобную транспортировку комплекса любым транспортным средством. ZALA 421-22 не требует специально подготовленной взлетно-посадочной площадки, что позволяет применять аппарат на труднодоступных участках местности. Повышенная грузоподъемность аппарата позволила разместить на нём более емкие АКБ, мощный навигационный комплекс и целевые нагрузки, штатно разработанные для БПЛА самолетного типа. При необходимости ZALA 421-22 может быть оснащен дополнительным оборудованием, которое в случае посадки аппарата на воду, позволит продержаться на ней не менее 5 минут.

## Тактико-технические характеристики
- Радиус действия видео/радиоканала 5 км / 5 км
- Продолжительность полета 35 мин
- Габариты рамы в сложенном (разложенном) состоянии без фюзеляжа 1840х220х165 мм (1060х1060х165 мм)
- Максимальная высота полета 1000 м
- Запуск Вертикальный — автоматический
- Посадка Вертикальная — автоматическая
- Тип двигателя Электрический тянущий
- Скорость до 30 км/ч
- Максимальная взлетная масса 8 кг
- Масса целевой нагрузки до 2 кг
- Навигация GPS/ГЛОНАСС
- Диапазон рабочих температур −30 °C…+40 °C

## Приложения
1. ↑  ГУ МВД России по Краснодарскому краю. Выставка беспилотной авиатехники прошла на выходных на территории Краснодарского президентского кадетского училища Архивная копия от 10 января 2014 на Wayback Machine
2. ↑  Беспилотные аппараты ZALA успешно провели радиационную разведку. Дата обращения: 14 января 2014. Архивировано 6 января 2014 года.
3. ↑  БЛА ZALA работают на АЭС России. Дата обращения: 14 января 2014. Архивировано 16 января 2014 года.
4. ↑  Дмитрий Козлов. ZALA AERO GROUP в 2014 году продаст не менее 10 комплексов с БЛА ZALA 421-22 Архивная копия от 16 января 2014 на Wayback Machine
5. ↑  Сайт производителя. БПЛА ZALA 421-21 Архивная копия от 7 января 2014 на Wayback Machine